# Елеусизов, Мэлс Хамзаевич
Мэлс Хамзаевич Елеусизов (каз. Мэлс Хамзаұлы Елеусізов; род. 20 марта 1950, Алма-Ата, Казахская ССР) — казахстанский общественный деятель, эколог. Кандидат в президенты Казахстана на выборах 2005 и 2011 годов.

## Биография
1968—1970 годы — служба в Советской армии.
1970—1975 годы — бортпроводник, секретарь комитета комсомола Алма-Атинского объединённого авиаотряда.
1976—1978 годы — руководитель оперативного комсомольского отряда Октябрьского района.
1975—1981 годы — работал в АРО-2, обувном объединении «Джетысу», дистанции сигнализации и связи Алма-Атинской железной дороги.
В 1981 году годы окончил Казахский государственный университет им. С. М. Кирова по специальности «Правоведение».
1982—1984 годы — заместитель генерального директора Производственного объединения «Зергер».
1984 год — главный инженер военного совхоза Среднеазиатского военного округа «Алма-Атинский».
1984—1989 годы — заместитель директора института «Казгипроводхоз».
С декабря 1989 года — председатель экологического союза ассоциаций и предприятий Казахстана «Табигат». С 2015 года неоднократно говорил о планах трансформации своего экосоюза в политическую партию, но попытки создания партии не увенчались успехом.
Выдвигал свою кандидатуру на выборах депутатов Верховного Совета Республики Казахстан XII и XIII созывов, мажилиса парламента Республики Казахстан I (1995), II (1999), III (2004), IV (2007) созывов. Кандидат в президенты Казахстана на выборах 2005 и 2011 годов. На выборах 2005 года набрал 0,28 % голосов (5 место среди 5 кандидатов), на выборах 2011 года — 1,15 % голосов (4 место из 4 кандидатов). При этом на выборах 2011 года Елеусизов отдал свой голос за другого кандидата — первого президента Казахстана Нурсултана Назарбаева.